# 維多什尼亞
49°13′51″N 27°7′2″E / 49.23083°N 27.11722°E
維多什尼亞（烏克蘭語：Видошня）是位於烏克蘭西部的村莊，由赫梅利尼茨基州裡赫梅利尼茨基區的羅茲索沙市鎮負責管轄。該村處於沃夫喬克河畔，面積0.9平方公里，海拔高度301米，2001年人口526。